# البواريك
قرية البواريك هي إحدى القرى التابعة لمركز المنشأة بمحافظة سوهاج في جمهورية مصر العربية. حسب إحصاءات سنة 2006، بلغ إجمالي السكان في البواريك 6715 نسمة، منهم 3445 رجل و3270 امرأة.